# Sydamerikanska mästerskapet i basket 1935
Sydamerikanska mästerskapet i basket 1935 spelades i Rio de Janeiro, Brasilien och vanns av Argentina. Tre lag deltog.

## Slutställning
1. Argentina
2. Brasilien
3. Uruguay

## Resultat
Alla möttes två gånger, och totalt spelade alla fyra matcher. De två bästa gick till final.
| Placering | Lag       | Poäng | Vinst | Förlust | Gjorda poäng | Insläppta poäng | Poängskillnad |
| --------- | --------- | ----- | ----- | ------- | ------------ | --------------- | ------------- |
| 1         | Argentina | 7     | 3     | 1       | 117          | 102             | +15           |
| 2         | Brasilien | 6     | 2     | 2       | 107          | 106             | +1            |
| 3         | Uruguay   | 5     | 1     | 3       | 107          | 123             | -16           |

| Argentina | 28 - 23 | Brasilien |
| Brasilien | 30 - 20 | Argentina |
| Argentina | 33 - 19 | Uruguay   |
| Uruguay   | 30 - 36 | Argentina |
| Brasilien | 29 - 27 | Uruguay   |
| Uruguay   | 31 - 25 | Brasilien |